# Источни Лондон (Јужноафричка Република)
Источни Лондон (енгл. East London) је град у Јужноафричкој Републици у покрајини Источни Кејп. По подацима из 2010. године у граду је живело 456.394 становника. 